# Hay Day
Hay Day — условно-бесплатная игра для мобильных устройств, которая была разработана компанией Supercell. Игра появилась 21 июня 2012 года на iOS и 20 ноября 2013 года на Android.
В 2013 году было известно, что компания Supercell зарабатывает на играх Hay Day и Clash of Clans более 30 миллионов долларов в месяц.
9 марта 2022 компания Supercell удалила Hay Day из Google Play и App Store для пользователей России и Белоруссии из-за Вторжения России на Украину (2022). Игра стала также недоступна для тех пользователей из России и Белоруссии, которые установили игру ранее.

## Геймплей
В самом начале игры игрок получает ферму и начинает ею управлять. Территория для построений в начале небольшая. Главная задача — выращивание растений и сельскохозяйственных культур. С помощью полученных ресурсов можно создавать продукты, покупать и кормить животных, выполнять задания и продавать продукты в киоске. С 17-го уровня доступна постройка порта, с помощью которого появится возможность переправлять товары не только по суше, но и по морю.
Игроки могут объединяться в соседства с 10 уровня, благодаря чему могут обмениваться нужными продуктами, помогать друг другу в отправке продуктов, а также участвовать в еженедельных скачках — соревновании соседств, в котором нужно выполнять различные задания за определённое время; очки участников при подведении итогов суммируются.
В игре Hay Day существует 5 видов постоянных валют: золотые монеты, алмазы, ваучеры, подарочные карты, и карточки Farm Pass. Также во время сезонных событий появляются соответствующие валюты, например шоколадные кролики на пасху, красные ягоды на рождество.

## Критика
Gamezebo поставил игре оценку 4/5, отметив сходство с Farmville и похвалив графику. Pocket Gamer поставил игре «бронзовый рейтинг».